# Carla Celesia di Vegliasco
Carla Celesia di Vegliasco (Firenze, 9 ottobre 1868 – Collesalvetti, 1939) è stata una pittrice italiana.

## Biografia
Nata a Firenze nel 1868, si trasferì a Milano nel 1877. Studiò pittura sotto la guida di Filippo Carcano.  Alla Triennale di Milano del 1900 espose Vespero autunnale e Firenze, e a Torino nel 1902 Prime ombre e Ritratto, opere che risentivano un influsso dello stile impressionista, destinato ad evolvere verso forme più ispirate alla tradizione. Partecipò a varie mostre, in Italia e all'estero, fra cui la decima Biennale di Venezia nel 1912 dove espose l'opera Acqua e sole.

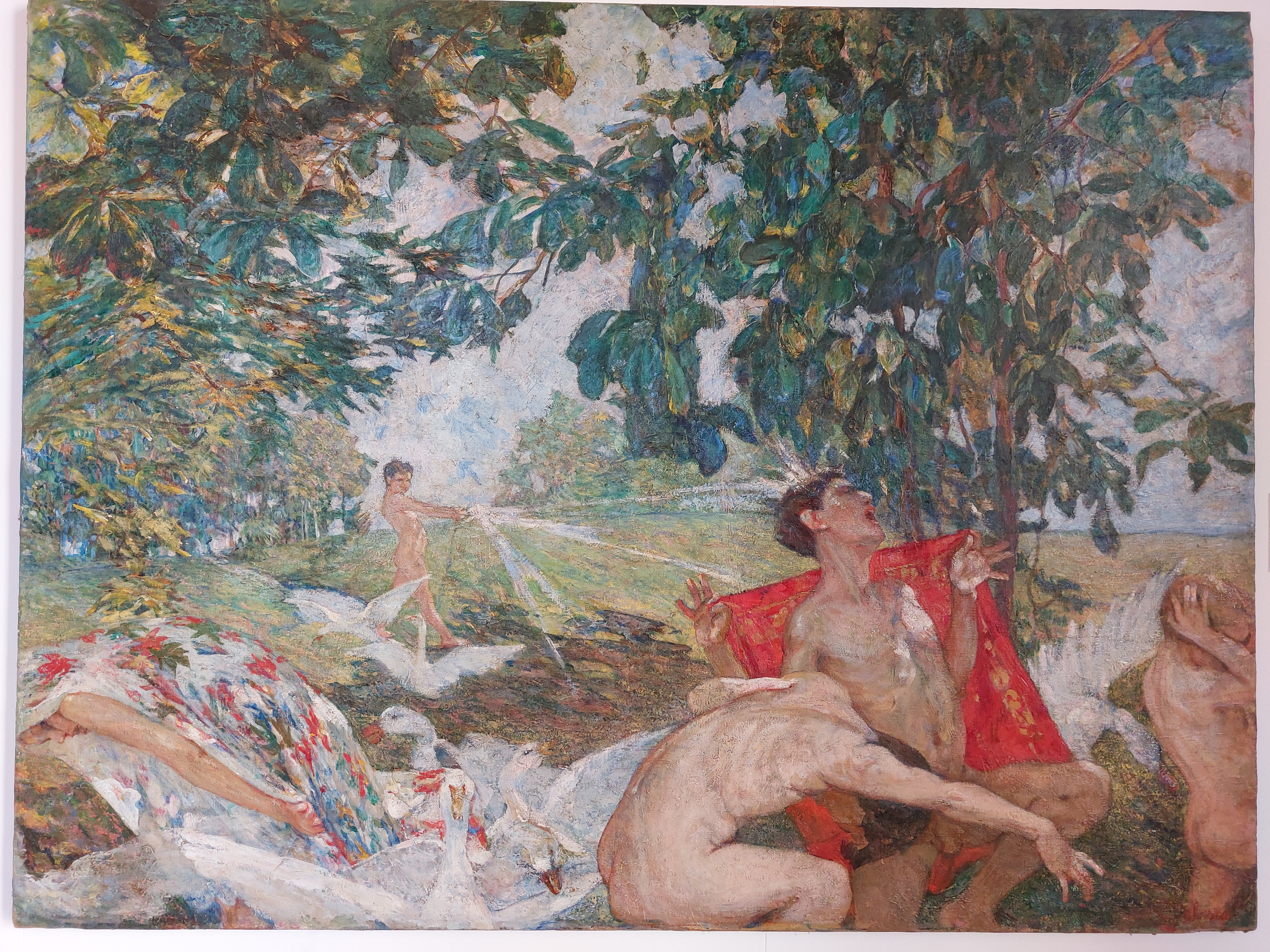
, 1912

Nel 1911 sposò Gino Lavelli De Capitani. Trascorse la sua vita tra Milano e Collesalvetti, in provincia di Livorno, nella Villa del Poggio, da lei decorata con affreschi che riproducono quelli del Camposanto di Pisa. Fu sempre impegnata attivamente nel movimento di emancipazione femminile. Fece parte del Lyceum femminile, associazione fondata nel 1912 sotto la direzione di Gigina Sioli Legnani. Nel 1914, dal Lyceum nacque un nuovo sodalizio di donne, la Federazione Artistica Femminile Italiana, di cui Carla Celesia di Vegliasco fu eletta presidente. Scopo della Federazione era "patrocinare la realizzazione e la diffusione a Milano di esposizioni riservate alla creatività femminile". Sostenitrice della necessità della partecipazione delle donne alle operazioni belliche, durante la prima guerra mondiale gestì l'Ufficio Notizie.
Il Monumento ai Caduti della Prima Guerra Mondiale di Collesalvetti, realizzato nel 1925, fu da lei progettato ed ornato con graffiti.
Nel 1942, il marito curò la pubblicazione postuma dei Pensieri, scritti, discorsi, opere di Carla Celesia, baronessa di Vegliasco, in Lavelli de Capitani. È aperta la riflessione storica sulla possibile collaborazione di Carla Celesia di Vegliasco con il regime fascista.